# Tatura
Tatura – miasto w Australii, w stanie Wiktoria.